# Ablabesmyia atromaculata
Ablabesmyia atromaculata es una especie de insecto díptero. Fue descrito por primera vez en 1928 por Edwards. 
Pertenece al género Ablabesmyia, familia Chironomidae.

## Distribución
Se distribuye por Samoa.